# Siseme atrytone
Siseme atrytone is een vlindersoort uit de familie van de prachtvlinders (Riodinidae), onderfamilie Riodininae.
Siseme atrytone werd in 1907 beschreven door Thieme.